# 朝鮮魔術師
『朝鮮魔術師』(ちょうせんまじゅつし、韓: 조선마술사、英: The Magician)は、2015年に韓国で公開された映画である。

## 概要
『朝鮮魔術師』は、キム・デスンが監督し、魔術師と朝鮮の王女の2人がさまざまな困難を克服していくファンタジー、サスペンス仕立ての少し切ない恋愛映画である。
天才魔術師ファニ役を除隊後初の復帰作となるユ・スンホが演じ、実在の王女"義順公主(의순공주)"をモデルとし、清国に嫁ぐことになっている朝鮮の王女チョンミョン役をコ･アラが演じている。
韓国では、公開初日(30日)に観客動員数(115,466人)が興行ランキング2位を獲得した(映画振興委員会・映画館入場券統合ネットワークの集計)、翌年1月3日には観客動員数が50万を超える。
日本では、「韓国映画セレクション2016 AUTUMN」で紹介される3作品の一つとして2016年10月22日から上映、日本語吹替版付の「朝鮮魔術師」DVDセットがソニー・ピクチャーズ エンタテインメントより2017年02月08日に発売される。

## あらすじ
平安道最大の遊郭でキタクらと一緒に舞台にたっており、義州の自慢で朝鮮時代最高の天才魔術師と称されているファニは、過去の清国での過酷な記憶がトラウマとなり明るい未来を描けずにいる。清国に政略結婚のため嫁ぐことになっている王女チョンミョンは、宮中に心を許せる者もなく、自分の運命を悲観している。清国に向かう途中、義州で街中を彷徨っていると、ファニに助けられる。後日ファニは、舞台を観に来たチョンミョンと出会い、心惹かれ合うものを感じ、2人は逢瀬を重ねる。そんな中、ファニはチョンミョンの立ちふるまいから高貴の出の女性ではないかと気付きはじめる。

## キャスト
天才魔術師ファニ
演 - ユ・スンホ
美しい容姿と朝鮮時代最高の天才魔術師と称されている。過去のトラウマから明るい未来を描けずにいる。
王女チョンミョン
演 - コ・アラ
清国に政略結婚のため嫁ぐことになっている王女。もともと王族の血統だが親が身分の低い両班出身であり、宮中で心許せる者がいない状況にある。
清国の魔術師グィモル
演 - クァク・ドウォン
清国の最高の魔術師。過去の経緯からファニを恨んでおり、ファニを付け狙っている。
護衛武官アン・ドンフィ
演 - イ・ギョンヨン
清国へ王女を連れて行く使節団の護衛武官。
妓生ボウム
演 - チョ・ユニ
ファニの義姉。話術など多彩な才能があり、美貌を兼ね備えているが視覚障害を持つ。
芸人頭キタク
演 - パク・チョルミン
ファニと一緒に舞台にたっている。陰に陽にファニを応援している。

## キャスト(日本語吹替版)
- 天才魔術師ファニ : 演 - ユ・スンホ (吹替 - 宮野真守）
- 王女チョンミョン : 演 - コ・アラ (吹替 - 飯塚雅弓)
- 清国の魔術師クィモル : 演 - クァク・ドウォン (吹替 - 山田浩貴)
- 護衛武官アン・ドンフィ : 演 - イ・ギョンヨン (吹替 - 上別府仁資)
- 妓生ポウム : 演 - チョ・ユニ (吹替 - 中原麻衣)
- 芸人頭キタク : パク・チョルミン (吹替 - 渡邉隼人)

## スタッフ
- 監督 - キム・デスン
- 脚本 - キム・デスン、チョ・ジョンファ
- 撮影 - チョ・サンユン
- 美術 - チョ・ファソン
- 音楽 - パン・ジュンソク
- 衣装 - チョ・サンギョン

## 派生商品
- DVD『朝鮮魔術師』(2017年2月8日、ソニー・ピクチャーズ エンタテインメント)